# Virtual Theatre
Virtual Theatre (с англ. — «виртуальный театр») — игровой движок, созданный британской студией Revolution Software для облегчения процесса разработки компьютерных игр в жанре графического квеста. Движок позволял разработчикам программировать игровые события, контролировать перемещение спрайтов персонажей и обеспечивать управление по принципу point-and-click.
Первой игрой, использующей Virtual Theatre, стал дебютный проект Revolution Software, графический квест в жанре фэнтези под названием Lure of the Temptress. Неигровые персонажи имели возможность свободно перемещаться по локациям, взаимодействовать друг с другом (общаться, обмениваться предметами и т. д.), что нарушало канонический принцип квестов, предполагавший, что ключевые персонажи должны дожидаться игрока в одном строго определённом месте.
Другой характерной особенностью движка являлась интерпретация внутриигровых объектов как сплошных физических предметов, что исключало такие явления как прохождение одним персонажем «сквозь» другого (персонажи должны были обойти друг друга) и «сквозь» объекты, что наделяло внешний вид игры и поведение персонажей большей реалистичностью. Эта же особенность вызвала критику со стороны игроков, поскольку допускало возникновение ситуаций, когда игровой персонаж не мог пройти по пути, блокированном неигровым персонажем.

## Платформы
Virtual Theatre был разработан так, чтобы мог работать на нескольких платформах. В настоящее время платформами, на которых движок исправно функционирует, являются:
- Amiga
- Atari ST
- PC (MS-DOS и Windows)
- Macintosh
- PlayStation

Игры, разработанные на движке Virtual Theatre, в настоящее время могут быть свободно запущены на платформе ScummVM.

## Игры на Virtual Theatre
- Lure of the Temptress (1992)
- Beneath a Steel Sky (1994)
- Broken Sword: The Shadow of the Templars (1996)
- Broken Sword II: The Smoking Mirror (1997)